# Sant Martí de Sentfores
Sant Martí de Sentfores és una església amb elements romànics i barrocs del terme de Sentfores, al municipi de Vic (Osona) protegida com a Bé Cultural d'Interès Local.

## Descripció
Edifici religiós. Antiga església parroquial de Sant Martí de Sentfores. La planta és de nau única amb la capçalera orientada a llevant però amb l'absis mutilat. L'antic portal de migdia està tapiat, d'aquest mateix mur sobresurt la capella fonda. Als peus de l'església queden les escales de l'antic cor i és en aquesta part on la nau encara conserva la coberta de volta d'ogiva. També en queda algun fragment a la part del presbiteri. A la part de tramuntana hi ha un campanar de torre adossat a la capella i cobert a quatre vessants. A la volta i als murs laterals hi resten fragments d'estuc que decoraven l'interior de l'església. Els sarcòfags, situats al sòl de la nau, estan descoberts i la vegetació cobreix el temple, que es troba en un llastimós estat d'abandó d'ençà que es varen treure algunes teules de la teulada i el sostre es va ensorrar.

## Història
Església consagrada al 18-12-1151 pel bisbe Pere de Redorta. La parròquia es troba citada ja al 900 tot i que els seus orígens poden ser anteriors, als albors de la nostra reconquesta i motivats per la repoblació del país.
Parròquia i Castell apareixen sincrònicament. Tenia com a sufragànies Sant Pere de Salliforas i Santa Cecília, que es troba al costat del mas Fontarnau, es coneix per Santa Margarida i ha estat molt restaurada.
Aquesta església va perdre les seves funcions en erigir-se la moderna església de la Guixa, que es beneí l'any 1878. D'aleshores ençà s'ha anat deteriorant.